# Tachina quadrivittata
Tachina quadrivittata là một loài ruồi trong họ Tachinidae.